# A gURLs wURLd
A gURLs wURLd  é uma série de televisão australiana. Foi exibida pela primeira vez em 6 de outubro de 2009 na Austrália, em 5 de outubro de 2009 na MIPCOM e em agosto de 2010 na América latina pela Hbo family. Entre 2 de julho de 2011 e 24 de dezembro 2011 na Nine Network. A série possui 26 episódios com meia hora de duração cada. No Brasil, foi exibida pelo canal HBO Family. Estreou no Brasil em 25 de agosto de 2010 e ficou no ar até 2012.

## Sinopse
A gURLs wURLd gira em torno de três garotas adolescentes –uma alemã, uma cingapuriana e uma australiana– que ficaram amigas em uma escola em Cingapura. As garotas têm em comum o brilho, a personalidade animada e o interesse pela dança contemporânea, uma atividade em que todas são excelentes. Elas sabem que tudo isso que vivem juntas vai acabar com o fim do ano escolar, já que duas delas devem voltar para as suas casas, na Alemanha e na Austrália. Mas com alegria e surpresa elas descobrem por acaso que os seus celulares e computadores podem fazer uma combinação que as transportem fisicamente para a casa de cada uma, por meio de uma sala de bate-papo. Daí em diante, tudo é diversão, bagunça e aventura (com um pouco de romance), porque as três passam os dias indo e vindo livremente entre Cingapura, Alemanha e Austrália.

## Elenco
- Marny Kennedy como Ally Henson
- Sophie Karbjinski como Emma Schubert
- Charlotte Nicdao como Jackie Lee
- Jannik Schümann como Nicholcomo
- Takaya Honda como Josh
- Luke Erceg como Dan
- Julie Wee como Michelle
- Chervil Tan como Chelsea
- Veracia Yong como Carla
- Iris Lim como Sophie
- Michael Lott como Jurgen
- Christine Kutschera como Tina
- Chew Kin Wah como Mr Lee
- Bernie Chan como Mrs Lee
- Catherine Sng como avó de Jackie
- Clodagh Crowe como Sarah
- Don Halbert como Ben
- Sam Frcomoer como Damon